# Zygaenosia fuliginosa
Zygaenosia fuliginosa är en fjärilsart som beskrevs av Rothschild 1913. Zygaenosia fuliginosa ingår i släktet Zygaenosia och familjen björnspinnare. Inga underarter finns listade i Catalogue of Life.